# Samuel Gottlob Auberlen
Samuel Gottlob Auberlen (Fellbach, Baden-Württemberg, 23 de novembre de 1758 - Ulm, Baden-Württemberg, 23 d'agost de 1829) fou un organista i compositor alemany.
El seu pare Georg Daniel Auberlen li donà les primeres lliçons vers el piano, violí i violoncel. 1773 es va convertir en professor ajudant del seu pare. Amb 20 anys, rep classes de violí al ducal Kammervirtuose Ensslen en la cort del duc Carl Eugen de Württemberg. Després de treballar com a professor de música a Murrhardt va ser en 1782 a instàncies del secretari Lavater el baixista de l'orquestra de la Societat de Música de Zuric. També fou mestre de capella de la catedral d'Ulm. I se li deuen diverses composicions i recopilacions de cançons populars alemanyes.
Segons els musicògrafs, Auberlen, com a músic no passà d'ésser una mitjania, però, per contra, va escriure un llibre commovedor en el qual narrava els episodis més tristos de la seva vida, aplicables a tots els artistes de la seva categoria.